# Kimmig Entertainment
Die Kimmig Entertainment GmbH mit Sitz in Oberkirch ist ein deutsches Fernsehproduktionsunternehmen. Schwerpunkte sind Unterhaltungsshows und Medienpreisverleihungen.

## Geschichte
Die Kimmig Entertainment GmbH wurde 1973 als Werner Kimmig GmbH von Werner und Ursula Kimmig in Oberkirch gegründet. Geschäftsfelder waren zunächst ausschließlich Musikmanagement und -promotion. Die ersten Vertragspartner waren die Schlagersänger Paola Felix und Costa Cordalis.
Die erste Fernsehproduktion waren 1981 die Einspielfilme mit versteckter Kamera für die Unterhaltungssendung „Verstehen Sie Spaß?“, die bis heute von Kimmig Entertainment ausgeführt werden. Seit 1989 werden weitere größere Shows produziert, insbesondere Musikshows aus dem Bereich Schlager und volkstümliche Musik sowie Preisverleihungen.

## Gesellschafter
Die Kimmig Entertainment GmbH ist eine hundertprozentige Tochtergesellschaft der Werner Kimmig GmbH & Co. KG, deren Geschäftsführer Werner Kimmig ist.

## Produktionen (Auswahl)

### Aktuell
- Verstehen Sie Spaß? (Einspielfilme) (seit 1981; Das Erste)
- Immer wieder sonntags (seit 1998; Das Erste)
- Die Helene Fischer Show (seit 2011; Das Erste, ZDF)
- Verleihung des Bambis (seit 1989; Das Erste)
- Verleihung des Deutschen Webvideopreises (2015)[5]

### Ehemalig
- Verleihung des Deutschen Fernsehpreises (1999–2014; Das Erste/ZDF/RTL/Sat.1)
- Verleihung der Krone der Volksmusik (1998–2012; Das Erste/ORF)
- Singing Bee (2008; ProSieben)
- Echo-Verleihung (1992–2018; RTL/Das Erste (ab 2012)/VOX (ab 2017))